# Leanza Cornett
Pour les articles homonymes, voir Cornett.
Eva Leanza Cornett, née le 10 juin 1971 à Big Stone Gap en Virginie et morte le 28 octobre 2020 à Jacksonville (Floride), est une mannequin américain couronnée Miss Florida (en) 1992 puis Miss America 1993.
Elle est décédée le 28 octobre 2020, après avoir été hospitalisée pour une blessure à la tête survenue lors d'une chute chez elle à Jacksonville, en Floride. 